# 손호영의 음반 목록
손호영의 지금까지의 솔로앨범 목록이다.

## 대한민국 발매 음반

### 1집 Yes (2006년 9월 14일 발매)
Yes!!!(손호영 1집)는 손호영의 1집 앨범으로서 박선주가 프로듀서이며 손호영이 Creative 프로듀서로 활약했다. 
앨범 타이틀 곡은 〈운다〉이며, 후속곡으로는 〈사랑은 이별을 데리고 오다〉와 〈작은가방〉이 있다. 옥주현, 후니훈, 김태우가 음반에 참여하였으며 손호영의 두 번째 자작곡인 〈해피바이러스〉에서는 특이하게도 옥주현이 노래를 부르며 손호영과 후니훈이 랩을 맡았다. 2007년 태국에서도 정식발매되었다. 특히, 〈사랑은 이별을 데리고 오다〉의 경우는 줄여서 사이다라고도 한다. 이 앨범으로 손호영은 2006 서울가요대상 본상, 2006 골든디스크본상, 2006년 12월 Mnet Countdown 1위, 2007년 1월 첫째주 SBS 인기가요 뮤티즌송 등을 수상하였다. 〈작은가방〉의 경우, 활동을 마쳐야 함에도 불구하고 팬들의 요청으로 음악방송 무대에서 선보인 적이 있다.
| 트랙 | 곡명                                    |
| ---- | --------------------------------------- |
| 1.   | Kiss                                    |
| 2.   | Yes!!!                                  |
| 3.   | Call Me 5500                            |
| 4.   | 4U                                      |
| 5.   | 사랑은 이별을 데리고 오다 - 작사 손호영 |
| 6.   | 운다                                    |
| 7.   | *23#                                    |
| 8.   | 집 앞이야 나와                          |
| 9.   | 기분 좋은 상상                          |
| 10.  | 친구란 이름으로                         |
| 11.  | 벌써 123일째                            |
| 12.  | 작은가방                                |
| 13.  | 소중한 너                               |
| 14.  | 해피바이러스 - 작곡작사 손호영          |
| 15.  | 선물                                    |
| 16   | 고백 - 작사 손호영                      |

### 1집 Yes Repackage (2006년 11월 21일 발매)
Yes!!!(손호영 1집)의 리패키지 앨범으로, 17번 트랙인 〈사랑은 이별을 데리고 오다〉(New Vers.)이 새로 추가된 것이 특징이며,
1집과는 다르게 Travel 1st 화보사진들이 앨범자켓으로 꾸며졌다. 〈사랑은 이별을 데리고 오다〉(New Vers.)의 경우 기존곡보다 템포가 빠른 것이 특징이며,
손호영이 무대에서 부르는 버전이다. 총 2CD로 구성되어 있으며 다른 한장의 CD에는 두 개의 뮤직비디오 - 〈Yes!!!〉 & 〈사랑은 이별을 데리고 오다〉 - 와
뮤직비디오 촬영현장 영상들이 기록되어 있는 것이 특징이다.
| 트랙 | 곡명                                               |
| ---- | -------------------------------------------------- |
| 1.   | Kiss                                               |
| 2.   | Yes!!!                                             |
| 3.   | Call Me 5500                                       |
| 4.   | 4U                                                 |
| 5.   | 사랑은 이별을 데리고 오다 - 작사 손호영            |
| 6.   | 운다                                               |
| 7.   | *23#                                               |
| 8.   | 집 앞이야 나와                                     |
| 9.   | 기분 좋은 상상                                     |
| 10.  | 친구란 이름으로                                    |
| 11.  | 벌써 123일째                                       |
| 12.  | 작은가방                                           |
| 13.  | 소중한 너                                          |
| 14.  | 해피바이러스 - 작곡작사 손호영                     |
| 15.  | 선물                                               |
| 16   | 고백 - 작사 손호영                                 |
| 17   | 사랑은 이별을 데리고 오다(New Vers.) - 작사 손호영 |

### 싱글앨범 Sweet Love (2007년 7월 27일 발매)
Sweet Love는 손호영의 첫 번째 싱글 앨범으로 손호영이 프로듀서로 활약했다. 앨범 대부분의 곡을 손호영이 작사하였는데
이는 무대위에서의 가사전달을 잘하기 위해서라고 인터뷰와 방송을 통해 언급한 적이 있다.
앨범 타이틀 곡은 〈하늘에 내 마음이〉이며, 두가지 버전 - 하늘색과 분홍색-의 자켓이 있다. 
〈그려본다〉의 경우, 활동곡이 아니었음에도 불구하고 대중들에게 인기가 있어 차트 상위권에 진입을 하기도 하였다.
| 트랙 | 곡명                                         |
| ---- | -------------------------------------------- |
| 1.   | 안되나요                                     |
| 2.   | 하늘에 내 마음이 - 작사 손호영               |
| 3.   | 그려본다 - 작사 손호영                       |
| 4.   | 사랑이란 건 - 작사 손호영                    |
| 5.   | 하늘에 내 마음이(Guitar Vers.) - 작사 손호영 |

### 디지털싱글 Christmas Present (2007년 12월 12일 발매)
Christmas Present는 손호영의 첫 번째 캐롤앨범이다. 
앨범 타이틀 곡은 〈The First Noel(사랑해 그리고 기억해)〉이며 기존의 곡 끝자락에 〈사랑해 그리고 기억해〉를 샘플링한 것이 특징이다.  
| 트랙 | 곡명                                 |
| ---- | ------------------------------------ |
| 1.   | The First Noel(사랑해 그리고 기억해) |
| 2.   | The First Noel                       |
| 3.   | The First Noel(MR)                   |

### 2집 Returns (2008년 10월 9일 발매)
손호영 2집 Returns는 1집 Yes 이후 2년 만에 나온 정규앨범으로 대표곡은 〈I know〉이다. 〈I know〉활동 당시 1000만원 제작비를 들인 LED의상으로 눈길을 끌었다.
| 트랙 | 곡명                   |
| ---- | ---------------------- |
| 1.   | 기억이라는 게          |
| 2.   | I know                 |
| 3.   | 바래요 (Feat. Tim)     |
| 4.   | more & more            |
| 5.   | 너의 집 앞에서         |
| 6.   | happy day              |
| 7.   | 눈코입 (Feat. 옥주현)  |
| 8.   | 사랑을 할 땐           |
| 9.   | 가시덤불               |
| 10.  | beautiful day          |
| 11.  | 즐거운 인생(Feat. Tim) |

### 디지털싱글 I Know (Remix) (2008년 11월 21일 발매)
LED 퍼포먼스로 많은 주목을 받고 있는 손호영의 2집 타이틀 곡이였던 I Know가 새롭게 태어났다.
미디움 템포의 느낌이였던 곡을 완전히 새로운 곡의 모습으로 재해석한 곡이다. 
| 트랙 | 곡명                           |
| ---- | ------------------------------ |
| 1.   | I Know (Remix)(Feat. Double K) |

### 미니앨범 U-TURN (2011년 11월 10일 발매)
미니앨범 U-TURN 은 총 4곡의 신곡으로 이루어져 있으며, 그 중 타이틀곡인 〈예쁘고 미웠다〉는 기존의 부드러운 이미지를 탈피해 강렬하면서도 절제된 음악 색깔과 한층 성숙해진 보컬이 돋보이는 곡이다.
| 트랙 | 곡명                        |
| ---- | --------------------------- |
| 1.   | 이 바보야 (Feat. 치유)      |
| 2.   | 예쁘고 미웠다 (Feat. BIZZY) |
| 3.   | 머리가 아파서               |
| 4.   | 나를 좀 봐봐                |
| 5.   | 예쁘고 미웠다 (Inst.)       |

### 미니앨범 May, I (2016년 5월 23일 발매)
미니앨범 May, I는 총 5곡의 신곡으로 이루어져 있으며, 그 중 타이틀곡인 〈나의 약점〉은 내 사람의 소중함을 뒤늦게 깨달은 한 남자가 조용히 내 옆을 지켜준 한 여자를 향해 부르는 고백송으로,
‘너의 소중함이 나의 약점’이라는 반어적인 곡이다.
‘나의 약점’은 윤종신이 많은 일들을 함께 하며 오랫동안 변치 않고 손호영의 곁을 지켜준 팬들의 이야기를 듣고 난 뒤
영감을 받아 탄생시킨 발라드. 손호영의 담담한 듯 애절한 보컬을 필두로 드럼 신석철, 베이스 최훈,
기타 홍준호, 융스트링, 코러스 조규찬 등 최고의 뮤지션들이 함께해 곡이 완성됐다.
많은 남녀들이 오래된 나무 그늘 같은 내 사람의 소중함을 잘 챙기지 못하고 살아가지만 이 노래를 통해
많은 연인•친구 사이 등 곁에 있는 사람의 소중함을 느끼고, 감사하고, 사랑하길 바라는 마음을 담았다.
| 트랙           | 곡명                                          |
| -------------- | --------------------------------------------- |
| 1.             | 나의 약점 (작사/곡 : 윤종신, 코러스 : 조규찬) |
| 2.             | Only You                                      |
| 3.             | 어딨어                                        |
| 4.             | 그만 할래                                     |
| 5.             | 나의 약점 (MR)                                |
| 6. Bonus track | Diamond Lady (feat. Huckleberry P)            |

### 디지털싱글 너 같은 사람 없어 (2016년 10월 26일 발매)
손호영 디지털 싱글 "너 같은 사람 없어"

지난 5월, 4년 만의 미니앨범 [May, I]로 대중에게 인사했던 손호영이 신곡 "너 같은 사람 없어"를 깜짝 발표한다.
10월 말, 단독 콘서트 개최를 앞둔 손호영은 자신만의 매력을 발산한 발라드곡 "너 같은 사람 없어"로
지난 10여 년의 긴 시간 동안 자신의 곁에서 든든한 힘이 되어준 팬들에게 마음을 전한다. 
옆에 있을 때는 알지 못 했던 연인의 소중함 그리고 후회를 노래한 "너 같은 사람 없어"는 사랑을 하며
누구나 한 번쯤 겪어봤을 이야기와 감정을 손호영의 보이스로 고스란히 담아낸 팝 발라드. 
미화 없이 담담한 일기처럼 표현해낸 가사와 손호영의 감성 보컬이 만나 명품 발라드가 탄생했다.
손호영의 새 싱글 "너 같은 사람 없어"는 최근 다비치의 "받는 사랑이 주는 사랑에게" , 한동근의 "이 소설의 끝을 다시 써보려 해" 등
미디엄부터 발라드까지 활발한 활동으로 최고의 주가를 올리고 있는 히트 작곡가 XEPY (제피)와 그의 프로듀서팀 '사파리엠'이 참여하여
애절하면서도 고운 보이스의 가수 손호영에게 맞는 옷을 만들어냈다.
| 트랙 | 곡명                      |
| ---- | ------------------------- |
| 1.   | 너 같은 사람 없어         |
| 2.   | 너 같은 사람 없어 (Inst.) |

## 해외 발매 음반

### 태국
2007년 11월 쇼케이스 이후, 손호영 1집 Yes가 정식 발매되었다.
| 트랙 | 곡명                                    |
| ---- | --------------------------------------- |
| 1.   | Kiss                                    |
| 2.   | Yes!!!                                  |
| 3.   | Call Me 5500                            |
| 4.   | 4U                                      |
| 5.   | 사랑은 이별을 데리고 오다 - 작사 손호영 |
| 6.   | 운다                                    |
| 7.   | *23#                                    |
| 8.   | 집 앞이야 나와                          |
| 9.   | 기분 좋은 상상                          |
| 10.  | 친구란 이름으로                         |
| 11.  | 벌써 123일째                            |
| 12.  | 작은가방                                |
| 13.  | 소중한 너                               |
| 14.  | 해피바이러스 - 작곡작사 손호영          |
| 15.  | 선물                                    |
| 16   | 고백 - 작사 손호영                      |